# Alexander Skene (gynécologue)
Pour les articles homonymes, voir Alexander Skene.
Alexander Johnston Chalmers Skene (né le 17 juin 1837 à Fyvie et mort le 4 juillet 1900 à Catskill) est un sculpteur et gynécologue écossais connu pour avoir décrit les glandes désormais connues sous le nom de glandes de Skene. Ces expérimentations et tortures sont faites sur de nombreuses esclaves noires, dont la tristement célèbre Anarcha.

## Biographie
À l’âge de dix-neuf ans, Skene quitte l’Écosse pour l’Amérique du Nord. Après avoir étudié la médecine au King 's College au Canada, puis à l’université du Michigan et enfin au Long Island College Hospital (en) de Brooklyn, il a obtenu son diplôme en 1863. De juillet 1863 à juin 1864, il a été assistant-chirurgien dans l’Armée américaine, après quoi il est entré dans un cabinet privé à Brooklyn avant de devenir professeur de maladies de la femme au Long Island College Hospital. En 1884, il est professeur de gynécologie à la Post-graduate Medical School of New York et préside la Société gynécologique américaine.
Skene a écrit plusieurs manuels et plus d’une centaine d’articles de médecine. Il a amélioré les techniques chirurgicales et fourni de nombreux instruments chirurgicaux. Il a réussi la première opération de la gastro-elytrotomie jamais enregistrée, ainsi que celle de la craniectomie à l’aide du spéculum de Sims. Il est principalement connu pour sa description des glandes de Skene situées au ras de l’urètre féminin, ainsi que leur infection.
Skene a réalisé, comme sculpteur, un buste du père de la gynécologie américaine, J. Marion Sims, qui est exposée dans le hall de la Société médicale du comté de Kings. Il y avait bien un buste en son honneur dans la Grand Army Plaza de Prospect Park, mais il a été déplacé en 2011 pour faire de la place à celle d’Abraham Lincoln.

## Publications

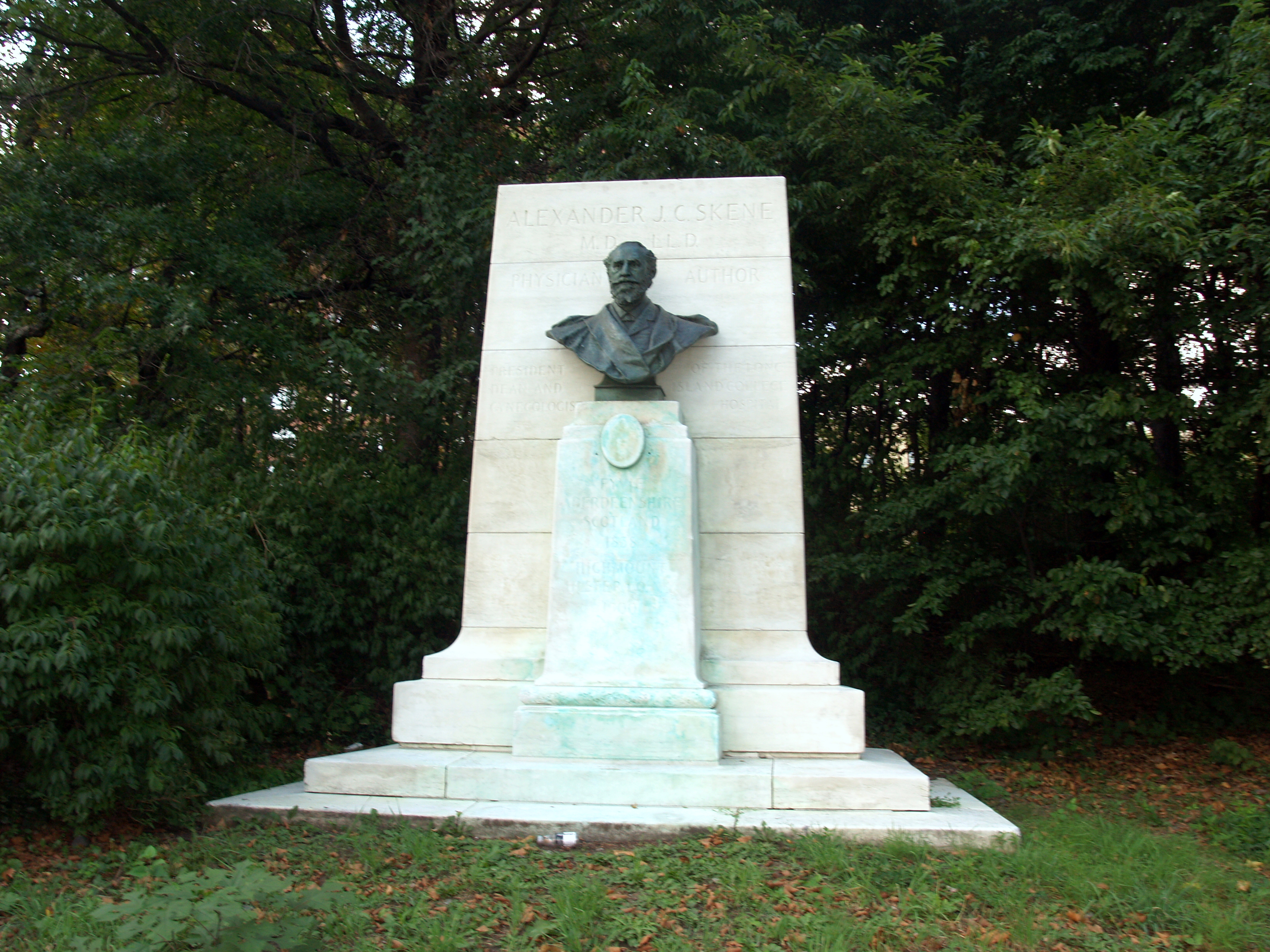
Memorial de Skene à Grand Army Plaza.

- Report on the physical character and resources of Gippsland, Victoria, R Brough Smyth, Melbourne, J. Ferres, 1874.
- The relation of medical societies to progress in science. Inaugural address of the president of the Medical Society of the County of Kings, New York, June 16, 1874, Brooklyn, Rome Brothers, 1874.
- Diseases of the bladder and urethra in women, New York, W. Wood and company, 1878.
- The anatomy and pathology of two important glands of the female urethra, New York, William Wood & Co., 1880.
- Relation of the ovaries to the brain and nervous system, New York, Wood, 1881.
- The practice of gynecology in institutions designed for that purpose, New York, [s.n.], 1883.
- Education and culture : as related to the health and disease of women, Detroit, George S. Davis, 1889.
- Treatise on the diseases of women, for the use of students and practitioners, New York, Appleton, 1889.
- Intraligamentous ovarian cystomata, New York, Trow’s Print. and Bookbinding, 1890.
- Treatise on the diseases of women : for the use of student and practitioners, New York, D. Appleton and Company, 1890.
- Notes on modern methods of closing wounds and controlling bleeding vessels, New York, [s.n.], 1891.
- Pathology and treatment of injuries of the pelvic floor, with special reference to subcutaneous lacerations of the levator ani and transversus perinaei muscles and the formation of rectocele, New York, Stuyvesant Press, 1893.
- Senile endometritis, New York, [s.n.], 1894.
- Medical gynecology : a treatise on the diseases of women from the standpoint of the physician, New York, D. Appleton and Co., 1895.
- A singular case of patency of a Gartners duct, New York, Publishers’ Print. Co., 1896.
- Electro-cautery as a haemostatic, New York, Appleton, 1897.
- Notes on the diagnosis and treatment of diseases of the female urinary organs, New York, Wood, 1897.
- Electro-hæmostasis in operative surgery, New York, D. Appleton and company, 1899.
- The status of gynecology in 1876 and 1900, Philadelphie, Lea Bros. & Co., 1900.
- Notes on the galvano-cautery in the treatment of urethral and vesical diseases, [New York ? : s.n., 1892 ?].
- Treatment before and after laparotomy, [New York ? : s.n., 1892 ?].